# 塔羅牌的圖畫鑰匙
《塔羅牌的圖畫鑰匙》（英語：The Pictorial Key to the Tarot）是一本占卜塔羅牌指南，內文由愛德華·偉特撰寫，插圖由帕美拉·科嫚·史密斯繪製。由於萊德偉特塔羅牌以及偉特的《塔羅牌的鑰匙》（1909年無插圖版）之成功，使得後續共同發行圖畫版（1910年發行，1911年出版）及該牌組。偉特和史密斯都是黃金黎明協會的成員。偉特非常關注牌組所用符號的準確性，也對牌組背後的傳統、詮釋與歷史進行大量研究。
這本書（偉特本人稱之為“專著”）由三部分組成。
1. 第一部分，“面紗及其符號”，簡略描述關於每張卡牌的傳統符號，接著是塔羅牌歷史。偉特認為塔羅牌起源於埃及的說法毫無理據，並且指出這些卡牌在15世紀之前並不存在的證據。
2. 第二部分，“面紗的教義”，包含78張史密斯為萊德偉特牌組繪製的黑白版面插圖，以及論述每張卡牌選擇特定符號之源由。偉特參考法國神秘主義者艾利馮斯·李維早期的塔羅牌，有時保留他對傳統牌組之變動（如戰車卡牌，偉特和李維皆繪製兩隻史芬克斯，而非馬），有時則是批評（如隱士卡牌，偉特認為李維曲解牌義）。
3. 第三部分，“神諭的外在方法”，關注於卡牌占卜的問題，包括對著名的凱爾特十字塔羅牌佈局的論述，這本書有助於普及該布局。

1918年，美國作家勞倫·威廉·德·勞倫斯以《塔羅牌圖解鑰匙：占卜的面紗》為題出版這本書的精密複製品，但並未將任何功勞歸於偉特。

## 外部連結
- 维基文库中的相關文獻：The Pictorial Key to the Tarot